# Melodi Grand Prix 2020
Der 58. Melodi Grand Prix fand zwischen dem 11. Januar und dem 15. Februar 2020 statt und war der norwegische Vorentscheid für den Eurovision Song Contest 2020 in Rotterdam (Niederlande). Mit insgesamt sechs Sendungen war er die bisher umfangreichste Ausgabe des Melodi Grand Prix. Ausstrahlender Sender war wie in jedem Jahr der NRK1. Der Wettbewerb konnte von Ulrikke Brandstorp mit ihrem Beitrag Attention gewonnen werden.

## Format

### Konzept
Am 5. November 2018 bestätigte die staatliche Rundfunkgesellschaft Norsk rikskringkasting (NRK) als erste Rundfunkgesellschaft ihre Teilnahme für den Eurovision Song Contest 2020.
Anlässlich des 60-jährigen Bestehens des Melodi Grand Prix im Jahr 2020 wurde der Vorentscheid auf insgesamt sechs Runden mit fünf Halbfinals ausgeweitet. Damit fanden zum ersten Mal seit 2014 wieder Halbfinals statt. Insgesamt 25 Teilnehmer nahmen am Melodi Grand Prix 2020 teil. 20 Teilnehmer wurden auf insgesamt fünf Halbfinals aufgeteilt, sodass pro Halbfinale vier Interpreten aus den fünf Regionen Norwegens (Nordnorwegen, Mittelnorwegen, Westnorwegen, Ostnorwegen und Südnorwegen) teilnahmen. Diese traten in zwei Duellen gegeneinander an, sodass in einem finalen Duell (Goldduell) der Sieger des Halbfinales bestimmt wurde, der sich damit für das Finale qualifizierte. Die Halbfinals fanden in Bærum statt, doch die Regionen wurden per Einspieler und Liveschalten in die Sendung integriert. Die Halbfinals sollten ermöglichen, dass mehr und vielfältigere Künstler und deren Musik präsentiert wurden.
Im Finale in Trondheim trafen die fünf qualifizierten Interpreten auf fünf bereits im Vorfeld durch eine Jury ausgewählte Interpreten. Jeder dieser fünf Interpreten stellte sein Lied in einem der fünf Halbfinale vor, so dass jeder Interpret gleich häufig auftrat.
In früheren Medienberichten war noch von 40 oder 30 Teilnehmern die Rede. Sie wären ebenfalls auf insgesamt fünf Halbfinals aufgeteilt worden, sodass pro Halbfinale acht oder fünf Interpreten teilgenommen hätten. Diese unterschiedlichen Zahlen ergaben sich aus verschiedenen Medienberichten, wonach im Finale entweder zehn Kandidaten teilgenommen hätten, die sich über die Halbfinals qualifiziert hätten, oder fünf Interpreten aus den Halbfinals auf fünf bereits gesetzte Kandidaten getroffen wären.
Die Zuschauer konnten über die NRK-App oder über die Webseite von NRK nach jedem Auftritt der Künstler Emojis vergeben (Daumen-Hoch Emoji, ein Herz und einen unzufriedenen Emoji). Die Gewinner der Halbfinale und des Finals wurden nur durch die Zuschauer bestimmt. Damit wurde das SMS-Voting und die internationale Jury, die beim Melodi Grand Prix 2017 eingeführt wurde, wieder abgeschafft. Stig Karlsen begründete diese Entscheidung damit, dass NRK im Vorfeld bereits durch eine Jury fünf Finalisten direkt bestimmte. So sollte das norwegische Fernsehpublikum wenigstens im Halbfinale und Finale alleine entscheiden können.
Im ersten Halbfinale berichteten Nutzer auf Facebook über Probleme während des ersten Duells zwischen Geirmund Lisa Børud Probleme. Zwischenzeitlich sei es nicht möglich gewesen, für Geirmund zu stimmen. NRK entschied sich, trotz des bekannten Problems, dass Abstimmungsergebnis als gültig anzuerkennen. Produzent Stig Karlsen räumte ein, dass man nicht mit einem so großen Engagement der Zuschauer gerechnet habe. Für das zweite Halbfinale versprach er Verbesserungen und kündigte an, die technische Kapazität verdoppeln zu wollen.

### Beitragswahl
Vom 2. März bis 31. Juli 2019 hatten potenzielle Komponisten die Möglichkeit, einen Beitrag beim NRK einzureichen. Ursprünglich galt die Einreichungsfrist bis zum 17. Mai 2019. Gegenüber dem Vorjahr muss in diesem Jahr mindestens ein Komponist oder Produzent aus Norwegen stammen. Jeder Komponist bzw. Produzent konnte bis zu drei Lieder einreichen. Der Einsendeschluss wurde gegenüber dem Vorjahr nach hinten verlegt, um mehr Zeit für die Arbeit mit Komponisten, Produzenten und Interpreten zu haben. Der Fokus soll laut Delegationsleiter Stig Karlsen auf Qualität und weniger auf Quantität liegen. Nach dessen Angaben wurden 500 bis 600 Beiträge bei NRK eingereicht.

### Sendungen
Der Melodi Grand Prix 2020 erstreckte sich über sechs Wochen. Die Halbfinals wurden in der H3-Arena in Bærum, unweit der norwegischen Hauptstadt Oslo, ausgetragen. Das Finale fand im Spektrum in Trondheim statt und damit erstmals seit 31 Jahren nicht mehr in Oslo. Zuletzt fand der Wettbewerb in Stavanger außerhalb Oslos statt.

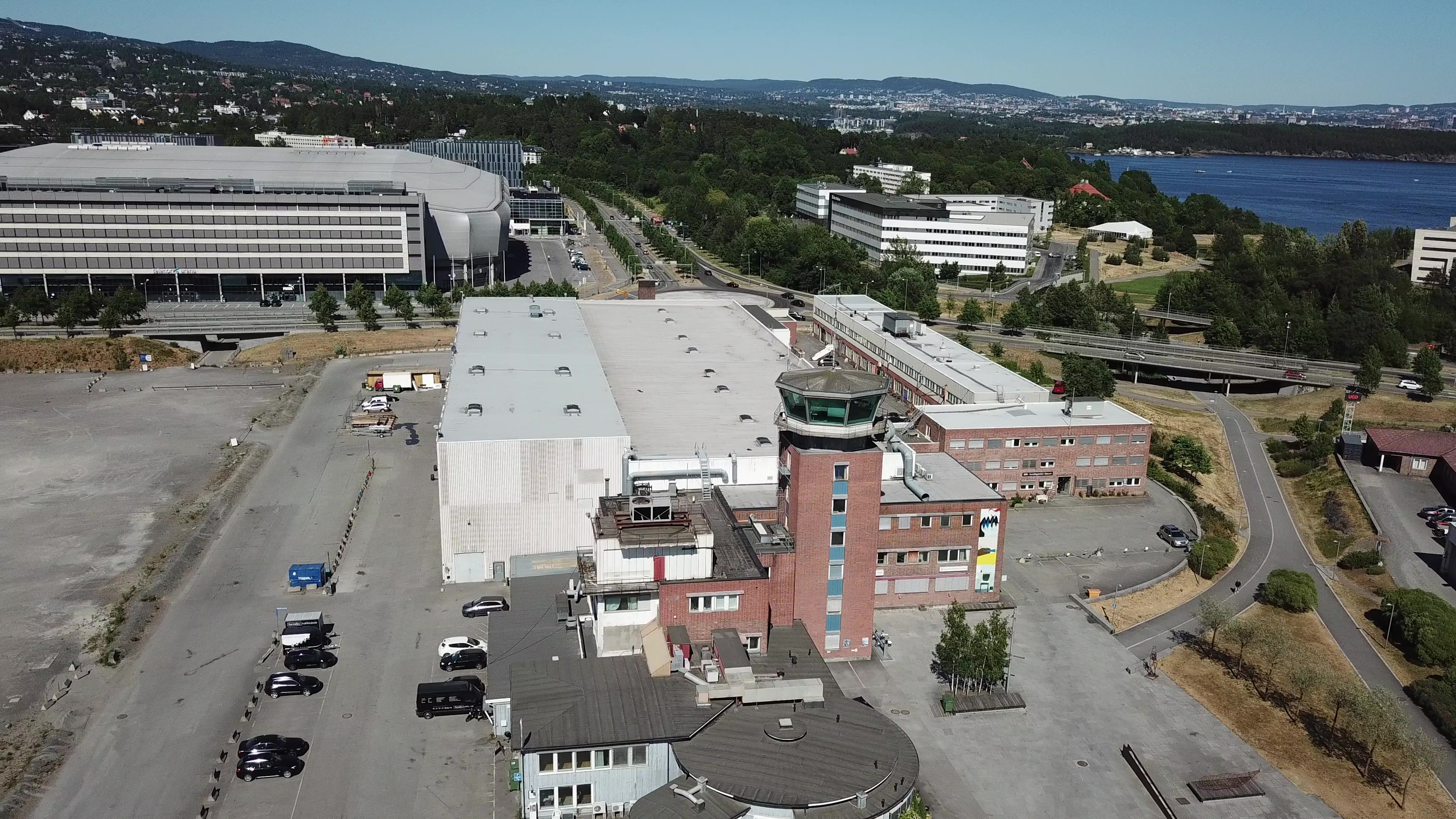
H3-Arena

| Sendung     | Sendedatum       | Ort       | Austragungsort     | Region     | Teilnehmer | Zuschauer |
| ----------- | ---------------- | --------- | ------------------ | ---------- | ---------- | --------- |
| Delfinale 1 | 11. Januar 2020  | Bærum     | H3-Arena           | Sørlandet  | 04         | 592.000   |
| Delfinale 2 | 18. Januar 2020  | Bærum     | H3-Arena           | Østlandet  | 04         | 581.000   |
| Delfinale 3 | 25. Januar 2020  | Bærum     | H3-Arena           | Midt-Norge | 04         |           |
| Delfinale 4 | 1. Februar 2020  | Bærum     | H3-Arena           | Vestlandet | 04         |           |
| Delfinale 5 | 8. Februar 2020  | Bærum     | H3-Arena           | Nord-Norge | 04         |           |
| Finalen     | 15. Februar 2020 | Trondheim | Trondheim Spektrum | –          | 10         | 950.000   |
| Gesamt      |                  |           |                    |            |            |           |

### Moderation
Am 5. Dezember 2019 gab NRK das Moderatoren-Trio des Vorentscheides bekannt. So führten Kåre Magnus Bergh, der bereits von 2015 bis 2018 alle Ausgaben des Melodi Grand Prix moderierte, Ingrid Gjessing Linhave und Ronny Brede Aase durch die sechs Sendungen.

## Teilnehmer
Die fünf bereits im Vorfeld ausgewählten Teilnehmer sollten ursprünglich am 3. Januar 2020 veröffentlicht werden, doch durch die Übertragung der Beerdigung von Ari Behn verschiebt sich der Veröffentlichungstermin auf den 6. Januar 2020 um 12:10 Uhr (MEZ). Die Pressekonferenz wurde auf NRK1, der Website nrk.no und der Facebook-Seite des Melodi Grand Prix übertragen. Die verbleibenden 20 Teilnehmer und ihre Beiträge werden pro Halbfinale am Montag der jeweiligen Halbfinalwoche vorgestellt.

### Zurückkehrende Interpreten
Mit Didrik Solli-Tangen kehrt der Gewinner des Melodi Grand Prix 2010 zum Wettbewerb zurück. Er vertrat Norwegen beim Eurovision Song Contest 2010 in Oslo. Lisa Børud war 2018 Begleitsängerin und Backgroundtänzerin von Alexander Rybak.
| Interpret                                            | Vorheriges Teilnahmejahr         |
| ---------------------------------------------------- | -------------------------------- |
| Alexandru                                            | 2016 (als Mitglied von Suite 16) |
| Didrik Solli-Tangen (als Mitglied von Didrik & Emil) | 2010 (Gewinner)                  |
| Elin & The Woods                                     | 2017                             |
| Emil Solli-Tangen (als Mitglied von Didrik & Emil)   | 2013                             |
| Jenny Jenssen                                        | 2007                             |
| Kim Rysstad                                          | 2012                             |
| Petter Øien (als Mitglied von Sie Gubba)             | 2012                             |
| Raylee                                               | 2015                             |
| Sie Gubba                                            | 2011                             |
| Tone Damli                                           | 2009                             |
| Ulrikke Brandstorp                                   | 2017                             |

## Halbfinale
Die Zusammensetzung der Duelle und der Startplätze wird am Anfang jedes Halbfinals von den Moderatoren ausgelost.

### Erstes Halbfinale
Das erste Halbfinale (Delfinale 1) fand am 11. Januar 2020 um 19:50 Uhr (MEZ) statt. Die Interpreten stammen aus Sørlandet. Sondrey stellte sein Lied Take My Time vor. Als erste durch ein Halbfinale gewählte Finalistin stand Raylee mit ihrem Beitrag Wild fest.
| Erste Runde | Erste Runde | Erste Runde | Erste Runde                                                                      | Erste Runde | Erste Runde               |
| Duell       | Startnr.    | Interpret   | Lied Musik (M) und Text (T)                                                      | Sprache     | Übersetzung (Inoffiziell) |
| ----------- | ----------- | ----------- | -------------------------------------------------------------------------------- | ----------- | ------------------------- |
| 1           | 1           | Geirmund    | Come Alive M/T: Eric Lumiere, Jonas Holteberg Jensen, Niklas Rosstöm             | Englisch    | Komm lebendig             |
| 1           | 2           | Lisa Børud  | Talking About Us M/T: Jimmy Jansson, Anderz Wrethov, Maia Wright, Laurell Barker | Englisch    | Über uns reden            |
|             |             |             |                                                                                  |             |                           |
| 2           | 1           | Kim Rysstad | Rainbow M: Knut Bjørnar Asphol; T: Knut Bjørnar Asphol, Kim Rysstad              | Englisch    | Regenbogen                |
| 2           | 2           | Raylee      | Wild M/T: Andreas „Stone“ Johansson, Anderz Wrethov, Laurell Barker              | Englisch    | Wild                      |

| Goldduell | Goldduell | Goldduell  | Goldduell                                                                        | Goldduell | Goldduell                 |
| Duell     | Startnr.  | Interpret  | Lied Musik (M) und Text (T)                                                      | Sprache   | Übersetzung (Inoffiziell) |
| --------- | --------- | ---------- | -------------------------------------------------------------------------------- | --------- | ------------------------- |
| 1         | 1         | Lisa Børud | Talking About Us M/T: Jimmy Jansson, Anderz Wrethov, Maia Wright, Laurell Barker | Englisch  | Über uns reden            |
| 1         | 2         | Raylee     | Wild M/T: Andreas „Stone“ Johansson, Anderz Wrethov, Laurell Barker              | Englisch  | Wild                      |

 Kandidat hat sich für das Finale qualifiziert.
 Kandidat hat sich für das Goldduell qualifiziert.

### Zweites Halbfinale
Das zweite Halbfinale (Delfinale 2) fand am 18. Januar 2020 um 19:50 Uhr (MEZ) statt. Die Interpreten stammten aus Østlandet. Didrik & Emil stellten ihr Lied Out Of Air vor. Als Finalist wurde am Ende Rein Alexander mit seinem Lied One Last Time ausgewählt.
| Erste Runde | Erste Runde | Erste Runde              | Erste Runde                                                                     | Erste Runde | Erste Runde               |
| Duell       | Startnr.    | Interpret                | Lied Musik (M) und Text (T)                                                     | Sprache     | Übersetzung (Inoffiziell) |
| ----------- | ----------- | ------------------------ | ------------------------------------------------------------------------------- | ----------- | ------------------------- |
| 1           | 1           | Tore Petterson           | The Start of Something New M/T: Tore Petterson og Knut Bjørnar Aspho            | Englisch    | Der Beginn etwas Neuem    |
| 1           | 2           | Kim Wigaard & Maria Mohn | Fool for Love M/T: Torbjørn Raae, Arve Furset, Kim Wigaard Johansen, Maria Mohn | Englisch    | Narr für Liebe            |
|             |             |                          |                                                                                 |             |                           |
| 2           | 1           | JÆGER                    | How About Mars M/T: Roel Rats, Synne Vorkinn, Chris Wortley, Sindre T. Jenssen  | Englisch    | Wie wäre es mit Mars?     |
| 2           | 2           | Rein Alexander           | One Last Time M/T: Erik Småland, Kristoffer Tømmerbakke, Rein Alexander         | Englisch    | Ein letztes Mal           |

| Goldduell | Goldduell | Goldduell                | Goldduell                                                                       | Goldduell | Goldduell                 |
| Duell     | Startnr.  | Interpret                | Lied Musik (M) und Text (T)                                                     | Sprache   | Übersetzung (Inoffiziell) |
| --------- | --------- | ------------------------ | ------------------------------------------------------------------------------- | --------- | ------------------------- |
| 1         | 1         | Kim Wigaard & Maria Mohn | Fool for Love M/T: Torbjørn Raae, Arve Furset, Kim Wigaard Johansen, Maria Mohn | Englisch  | Narr für Liebe            |
| 1         | 2         | Rein Alexander           | One Last Time M/T: Erik Småland, Kristoffer Tømmerbakke, Rein Alexander         | Englisch  | Ein letztes Mal           |

 Kandidat hat sich für das Finale qualifiziert.
 Kandidat hat sich für das Goldduell qualifiziert.

### Drittes Halbfinale
Das dritte Halbfinale (Delfinale 3) soll am 25. Januar 2020 um 19:50 Uhr (MEZ) stattfinden. Die Interpreten stammen aus Midt-Norge. Akuvi stellte ihr Lied Som du er vor.
| Erste Runde | Erste Runde | Erste Runde   | Erste Runde                                                                                              | Erste Runde | Erste Runde               |
| Duell       | Startnr.    | Interpret     | Lied Musik (M) und Text (T)                                                                              | Sprache     | Übersetzung (Inoffiziell) |
| ----------- | ----------- | ------------- | --- | ----------- | ------------------------- |
| 1           | 1           | Alexandru     | Pink Jacket M/T: Ruben Markussen                                                                         | Englisch    | Pinke Jacke               |
| 1           | 2           | Sie Gubba     | Kjære du M/T: Magne Almås, Petter Øien                                                                   | Norwegisch  | Sehr geehrter Herr        |
|             |             |               | |             |                           |
| 2           | 1           | Thomas Løseth | Vertigo M/T: Idar Sørensen                                                                               | Englisch    | Schwindel                 |
| 2           | 2           | Kristin Husøy | Pray for Me M/T: Galeyn Tenhaeff, Marcia Thadea Angèle Sondeijker, Roel Rats, Neil Hollyn, Kristin Husøy | Englisch    | Bete für mich             |

| Goldduell | Goldduell | Goldduell     | Goldduell                                                                                                | Goldduell  | Goldduell                 |
| Duell     | Startnr.  | Interpret     | Lied Musik (M) und Text (T)                                                                              | Sprache    | Übersetzung (Inoffiziell) |
| --------- | --------- | ------------- | --- | ---------- | ------------------------- |
| 1         | 1         | Sie Gubba     | Kjære du M/T: Magne Almås, Petter Øien                                                                   | Norwegisch | Sehr geehrter Herr        |
| 1         | 2         | Kristin Husøy | Pray for Me M/T: Galeyn Tenhaeff, Marcia Thadea Angèle Sondeijker, Roel Rats, Neil Hollyn, Kristin Husøy | Englisch   | Bete für mich             |

 Kandidat hat sich für das Finale qualifiziert.
 Kandidat hat sich für das Goldduell qualifiziert.

### Viertes Halbfinale
Das vierte Halbfinale (Delfinale 4) fand am 1. Februar 2020 um 19:50 Uhr (MEZ) statt. Die Interpreten stammen aus Vestlandet. Ulrikke Brandstorp stellte ihr Lied Attention vor.
| Erste Runde | Erste Runde | Erste Runde   | Erste Runde                                                         | Erste Runde | Erste Runde               |
| Duell       | Startnr.    | Interpret     | Lied Musik (M) und Text (T)                                         | Sprache     | Übersetzung (Inoffiziell) |
| ----------- | ----------- | ------------- | ------------------------------------------------------------------- | ----------- | ------------------------- |
| 1           | 1           | Magnus Bokn   | Over The Sea M/T: Alexander Rybak, Joakim With Steen, Magnus Bokn   | Englisch    | Über dem Meer             |
| 1           | 2           | Oda Loves You | Love Who We Love M/T: Magnus Bertelsen, Oda Evjen Gjøvåg            | Englisch    | Lieben, wen wir lieben    |
|             |             |               |                                                                     |             |                           |
| 2           | 1           | Nordic Tenors | In This Special Place M/T: Einar Kristiansen Five, Jan-Tore Saltnes | Englisch    | An diesem besonderen Ort  |
| 2           | 2           | Hege Bjerk    | Pang M/T: Martin Bjerkreim, Trygve Stakkeland, Hege Bjerkreim       | Norwegisch  | Stich                     |

| Goldduell | Goldduell | Goldduell     | Goldduell                                                           | Goldduell | Goldduell                 |
| Duell     | Startnr.  | Interpret     | Lied Musik (M) und Text (T)                                         | Sprache   | Übersetzung (Inoffiziell) |
| --------- | --------- | ------------- | ------------------------------------------------------------------- | --------- | ------------------------- |
| 1         | 1         | Magnus Bokn   | Over The Sea M/T: Alexander Rybak, Joakim With Steen, Magnus Bokn   | Englisch  | Über dem Meer             |
| 1         | 2         | Nordic Tenors | In This Special Place M/T: Einar Kristiansen Five, Jan-Tore Saltnes | Englisch  | An diesem besonderen Ort  |

 Kandidat hat sich für das Finale qualifiziert.
 Kandidat hat sich für das Goldduell qualifiziert.

### Fünftes Halbfinale
Das fünfte Halbfinale (Delfinale 5) fand am 8. Februar 2020 um 19:50 Uhr (MEZ) statt. Die Interpreten stammen aus Nord-Norge. Tone Damli stellte ihr Lied Hurts Sometimes vor.
| Erste Runde | Erste Runde | Erste Runde      | Erste Runde                                                                                 | Erste Runde | Erste Runde               |
| Duell       | Startnr.    | Interpret        | Lied Musik (M) und Text (T)                                                                 | Sprache     | Übersetzung (Inoffiziell) |
| ----------- | ----------- | ---------------- | ------------------------------------------------------------------------------------------- | ----------- | ------------------------- |
| 1           | 1           | Jenny Jenssen    | Mr. Hello M/T: Mats Larsson, Jørgen Andson og Jenny Jenssen                                 | Englisch    | Herr Hallo                |
| 1           | 2           | Elin & The Woods | We Are As One M/T: Robin Lynch, Elin Kåven, Ylva Persson, Linda Persson                     | Englisch    | Wir sind als eins         |
|             |             |                  |                                                                                             |             |                           |
| 2           | 1           | Kevin Boine      | Stem på mæ M/T: Henning Olerud, Stanley Ferdinandez, Kevin Boine                            | Norwegisch  | Stimme für mich ab        |
| 2           | 2           | Liza Vassilieva  | I Am Gay M/T: Audun Agnar Guldbrandsen, Stian Nyhammer Olsen, Myrtoula Røe, Liza Vassilieva | Englisch    | Ich bin homosexuell       |

| Goldduell | Goldduell | Goldduell        | Goldduell                                                                                   | Goldduell | Goldduell                 |
| Duell     | Startnr.  | Interpret        | Lied Musik (M) und Text (T)                                                                 | Sprache   | Übersetzung (Inoffiziell) |
| --------- | --------- | ---------------- | ------------------------------------------------------------------------------------------- | --------- | ------------------------- |
| 1         | 1         | Elin & The Woods | We Are As One M/T: Robin Lynch, Elin Kåven, Ylva Persson, Linda Persson                     | Englisch  | Wir sind als eins         |
| 1         | 2         | Liza Vassilieva  | I Am Gay M/T: Audun Agnar Guldbrandsen, Stian Nyhammer Olsen, Myrtoula Røe, Liza Vassilieva | Englisch  | Ich bin homosexuell       |

 Kandidat hat sich für das Finale qualifiziert.
 Kandidat hat sich für das Goldduell qualifiziert.

## Finale

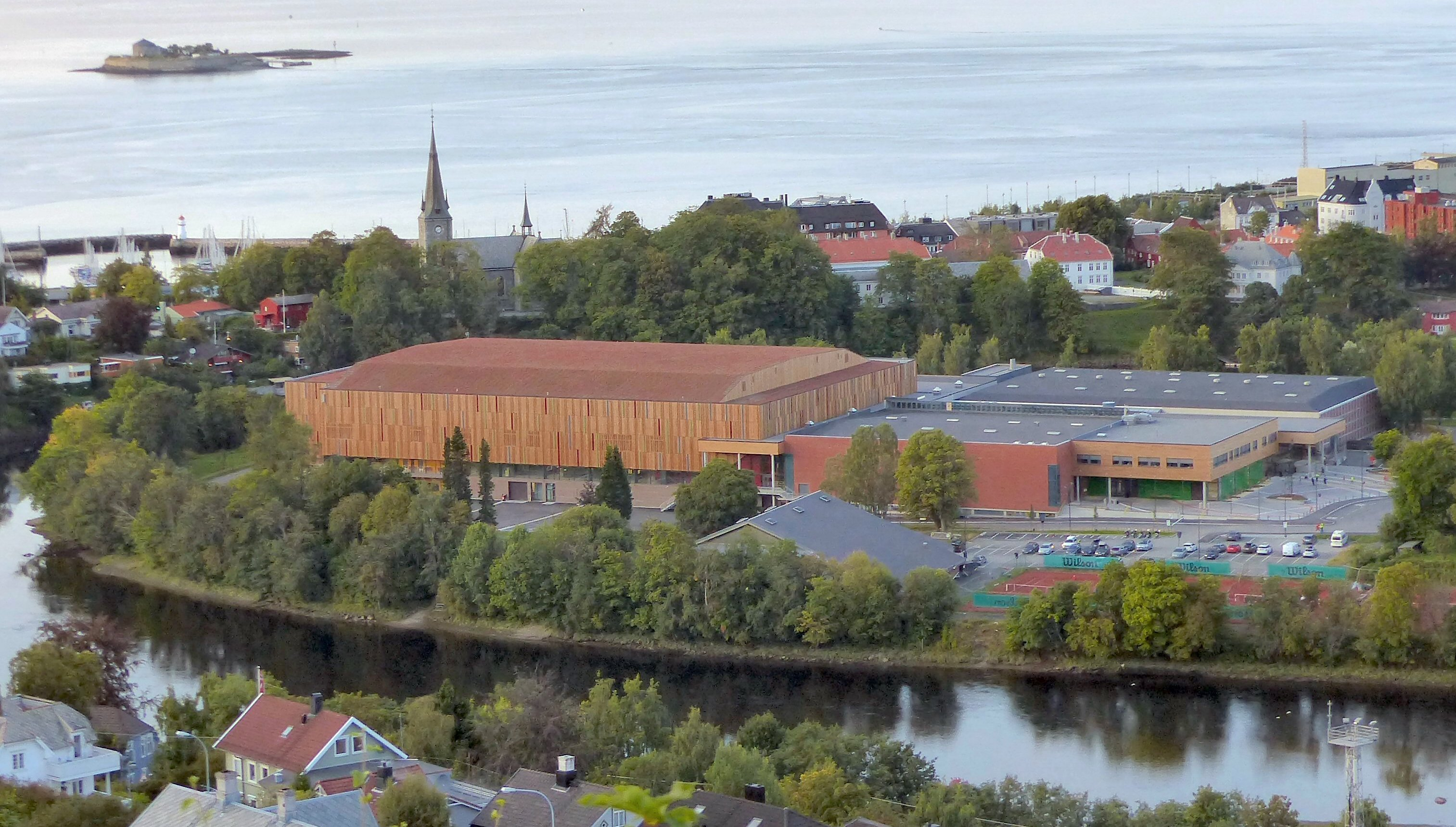
Trondheim Spektrum

Das Finale (Finalen) fand am 15. Februar 2020 um 19:50 Uhr (MEZ) im 8.000 Zuschauer fassenden Trondheim Spektrum (Trondheim) statt. Es nahmen insgesamt zehn Interpreten teil. Davon haben sich fünf Kandidaten über die Halbfinals qualifiziert, die restlichen Teilnehmer sind im Vorfeld von einer Jury ausgewählt worden. Die Sängerin Ulrikke Brandstorp gewann das Finale mit ihrem Lied Attention. Im Durchschnitt verfolgten rund 950.000 Zuschauer das Finale. In der Spitze waren es 1.098.000 Zuschauer. Darüber hinaus verfolgten 12.000 Zuschauer die Sendung beim Streaming-Dienst NRK TV.
Die Abstimmung fand, wie in den Halbfinals auch, über ein Onlinevoting-System auf der Website von NRK oder der NRK-App statt. Nach der ersten Abstimmungsphase hätten die vier Interpreten mit den meisten Stimmen aus dem Onlinvoting das Goldfinale erreichen sollen. Aufgrund von technischen Problemen musste in dieser Abstimmungsrunde jedoch auf eine aus 30 Personen bestehende Notfalljury zurückgegriffen werden. Die von der Jury abgegebenen Stimmen wurden zurückgesetzt, sodass jeder Interpret erneut die gleichen Ausgangschancen besaß. Die technischen Probleme wurden im Laufe der Sendung gelöst, so dass in der nächsten Phase wieder auf die Onlinevotes zurückgegriffen werden konnte. Im Goldduell präsentierten die Kandidaten mit den meisten Zuschauerstimmen ihr Lied erneut. Dies waren Kristin Husøy und Ulrikke Brandstorp. Sowohl im Goldfinale als auch im Goldduell hatte jeder Zuschauer die Möglichkeit, dreimal ihre Stimme abzugeben. Bei der Stimmabgabe musste der Zuschauer angeben, aus welcher der fünf Regionen Norwegens (Nordnorwegen, Mittelnorwegen, Westnorwegen, Ostnorwegen und Südnorwegen) er stammt. Anschließend verkündeten fünf ehemalige Teilnehmer des Melodi Grand Prix die Ergebnisse aus den jeweiligen Regionen.
| Platz  | Startnr. | Interpret          | Lied Musik (M) und Text (T)                                                                              | Sprache                                                             | Übersetzung (Inoffiziell) |      |
| ------ | -------- | ------------------ | --- | ------------------------------------------------------------------- | ------------------------- | ---- |
| 1.–4.  | 01       | Interpret          | Raylee                                                                                                   | Wild M/T: Andreas „Stone“ Johansson, Anderz Wrethov, Laurell Barker | Englisch                  | Wild |
| 1.–4.  | 05       | Kristin Husøy      | Pray for Me M/T: Galeyn Tenhaeff, Marcia Thadea Angèle Sondeijker, Roel Rats, Neil Hollyn, Kristin Husøy | Englisch                                                            | Bete für mich             |      |
| 1.–4.  | 09       | Ulrikke Brandstorp | Attention M/T: Christian Ingebrigtsen, Kjetil Mørland, Ulrikke Brandstorp                                | Englisch                                                            | Achtung                   |      |
| 1.–4.  | 10       | Liza Vassilieva    | I Am Gay M/T: Audun Agnar Guldbrandsen, Stian Nyhammer Olsen, Myrtoula Røe, Liza Vassilieva              | Englisch                                                            | Ich bin homosexuell       |      |
| 5.–10. | 02       | Didrik & Emil      | Out Of Air M/T: Fredrik Boström, Mats Tärnfors, Niclas Lundin, Didrik Solli-Tangen                       | Englisch                                                            | Aus der Luft              |      |
| 5.–10. | 03       | Magnus Bokn        | Over The Sea M/T: Alexander Rybak, Joakim With Steen, Magnus Bokn                                        | Englisch                                                            | Über dem Meer             |      |
| 5.–10. | 04       | Akuvi              | Som du er M/T: Beatrice Akuvi Kumordzie, Andreas „Stone“ Johansson, Costa Leon, Amin Zana                | Norwegisch                                                          | So wie du bist            |      |
| 5.–10. | 06       | Rein Alexander     | One Last Time M/T: Erik Småland, Kristoffer Tømmerbakke, Rein Alexander                                  | Englisch                                                            | Ein letztes Mal           |      |
| 5.–10. | 07       | Tone Damli         | Hurts Sometimes M/T: Helge Moen, Jim Bergsted, Jethro Fox, Tone Damli                                    | Englisch                                                            | Tut manchmal weh          |      |
| 5.–10. | 08       | Sondrey            | Take My Time M/T: Ola Frøyen, Eric Lumiere, Terchi Pippuri                                               | Englisch                                                            | Nimm meine Zeit           |      |

 Kandidat hat sich für das Goldfinale qualifiziert.

### Goldfinale
Aufgrund der Abstimmungsprobleme in der ersten Abstimmungsrunde entschied eine 30-köpfige Jury über die vier Teilnehmer des Goldfinals. In der folgenden Abstimmung habe das Voting-System wieder funktioniert. Kristin Husøy und Ulrikke Brandstorp qualifizierten sich für das Goldfinale.
| Platz | Startnr. | Interpret          | Lied Musik (M) und Text (T)                                                                              |
| ----- | -------- | ------------------ | --- |
| 1./2. | 1        | Kristin Husøy      | Pray for Me M/T: Galeyn Tenhaeff, Marcia Thadea Angèle Sondeijker, Roel Rats, Neil Hollyn, Kristin Husøy |
| 1./2. | 2        | Ulrikke Brandstorp | Attention M/T: Christian Ingebrigtsen, Kjetil Mørland, Ulrikke Brandstorp                                |
| 3./4. | 3        | Liza Vassilieva    | I Am Gay M/T: Audun Agnar Guldbrandsen, Stian Nyhammer Olsen, Myrtoula Røe, Liza Vassilieva              |
| 3./4. | 4        | Raylee             | Wild M/T: Andreas „Stone“ Johansson, Anderz Wrethov, Laurell Barker                                      |

 Kandidat hat sich für das Goldduell qualifiziert.

### Goldduell
Im Goldduell (no. Gullduell) setzte sich Ulrikke Brandstorp von knapp 6.000 Stimmen gegenüber der Zweitplatzierten Kristin Husøy durch. Ulrikke Brandstorp wird damit Norwegen beim Eurovision Song Contest 2020 vertreten.
| Platz | Startnr. | Interpret          | Lied Musik (M) und Text (T)                                                                              | Zuschauerstimmen nach Region (App & Online-Voting) | Zuschauerstimmen nach Region (App & Online-Voting) | Zuschauerstimmen nach Region (App & Online-Voting) | Zuschauerstimmen nach Region (App & Online-Voting) | Zuschauerstimmen nach Region (App & Online-Voting) | Gesamt  | %       |
| Platz | Startnr. | Interpret          | Lied Musik (M) und Text (T)                                                                              | Sør-Norge                                          | Midt-Norge                                         | Nord-Norge                                         | Vestlandet                                         | Østlandet                                          | Gesamt  | %       |
| --- | -------- | ------------------ | --- | -------------------------------------------------- | -------------------------------------------------- | -------------------------------------------------- | -------------------------------------------------- | -------------------------------------------------- | ------- | ------- |
| 1. | 2        | Ulrikke Brandstorp | Attention M/T: Christian Ingebrigtsen, Kjetil Mørland, Ulrikke Brandstorp                                | 19.854                                             | 21.770                                             | 17.152                                             | 38.906                                             | 102.663                                            | 200.345 | 50,72 % |
| 2. | 1        | Kristin Husøy      | Pray for Me M/T: Galeyn Tenhaeff, Marcia Thadea Angèle Sondeijker, Roel Rats, Neil Hollyn, Kristin Husøy | 16.756                                             | 51.176                                             | 19.132                                             | 37.107                                             | 69.696                                             | 194.667 | 49,28 % |
| Punktesprecher |          |                    | |                                                    |                                                    |                                                    |                                                    |                                                    |         |         |
| - Sør-Norge – Tom Hugo - Midt-Norge – Margaret Berger - Nord-Norge – Agnete - Vestlandet – Bjørn Johan Muri - Østlandet – Åge Sten Nilsen |          |                    | |                                                    |                                                    |                                                    |                                                    |                                                    |         |         |

## Übertragung
Alle sechs Sendungen wurden vom öffentlichen-rechtlichen Fernsehsender NRK1 und Video-on-Demand-Dienst NRK TV übertragen werden. Zusätzlich übertrug der Radiosender NRK P1 das Finale.
| Sendung      | Sendedatum                  | Sender    | Kandidaten |
| ------------ | --------------------------- | --------- | ---------- |
| Deltävling 1 | 11. Januar 2020, 19:50 Uhr  | , NRK TV  | 04         |
| Deltävling 2 | 18. Januar 2020, 19:50 Uhr  | , NRK TV  | 04         |
| Deltävling 3 | 25. Januar 2020, 19:50 Uhr  | , NRK TV  | 04         |
| Deltävling 4 | 1. Februar 2020, 19:50 Uhr  | , NRK TV  | 04         |
| Deltävling 5 | 8. Februar 2020, 19:50 Uhr  | , NRK TV  | 04         |
| Finalen      | 15. Februar 2020, 19:50 Uhr | , NRK TV, | 10         |

## Kritik
Die Zeitung Dagbladet kritisierte den hohen Anteil ausländischer Komponisten im Wettbewerb. An den am 6. Januar 2020 veröffentlichten Beiträgen waren nur 13 von 30 Komponisten Norweger. Zwei Beiträge stammten ausschließlich von schwedischen und kanadischen Produktionsteams, obwohl die offiziellen Regeln vorsehen, dass mindestens ein Komponist einen jeweiligen Beitrages die norwegische Staatsbürgerschaft haben muss. Produzent Stig Karlsen wies die Vorwürfe zurück und bekräftigte, dass sich unter den Teilnehmern ein ausreichend großer norwegischer „Fußabdruck“ befindet.
Im Anschluss an die Abstimmungsprobleme im Finale wurde NRK für ihr Vorgehen im Umgang mit den Problemen kritisiert. So wurden die vier Teilnehmer des Goldfinals von einer 30-köpfigen Back-Up Jury bestimmt, von dessen Existenz die Künstler nicht informiert wurden. Vibeke Fürst Haugen, die Managerin von NRK, räumte ein, dass die abgegebenen Emojis während der Auftritte der zehn Künstler in der ersten Runde, das Votingsystem überlastet haben. So wurden nach den Auftritten von Sondrey, Ulrikke Brandstorp und Liza Vassilieva keine Emojis mehr angezeigt. Melodi Grand Prix-Produzent, Stig Karlsen, äußerte sich am Folgetag des Finals zu den Vorkommnissen während der Sendung. Demnach habe die Back-Up Jury bereits am Freitag auf Grundlage der Studio-Versionen der Lieder abgestimmt und nicht auf den Live-Auftritten während der Proben. Karlsen verteidigte den Einsatz der Jury und fügte hinzu, dass die Jury aus 30 Fernsehzuschauern bestand und nicht aus Mitgliedern, die Verbindung zur Musikindustrie besitzen. Alle Teilnehmer seien über die Jury am 10. Januar 2020 informiert worden. Das Voting-System sei während der Abstimmungsphase zwar wieder in Betrieb gegangen, doch war eine erneute Abstimmung aufgrund der sich bereits angehäuften Überlänge der Sendung nicht mehr möglich. Das Juryergebnis und die bis zu den Abstimmungsproblemen eingegangenen Stimmen haben sich tendenziell geähnelt. Daher halte er eine erneute Abstimmung für irrelevant. Auch in Anbetracht der Tatsache, dass Ulrikke Brandstorp schon lange als Favorit des Finals galt und eine erneute Abstimmung wahrscheinlich zum gleichen Endergebnis führe. NRK versprach eine technische Anpassung des Voting-Systems, sodass Probleme in Zukunft vermieden werden können.